# Хепатит
Хепатит (на латински: hepatitis; от гръцки: ἧπαρ, хепар – черен дроб и ίτις, – итис – възпаление) е възпаление на черния дроб. Причинителите на хепатит могат да бъдат различни, например вирусен, паразитен, наркотичен, алкохолен или неспецифичен. Първите клинични проявления на острата фаза на хепатит варират от асимптоматични (без видими белези) до силна умора, пожълтяване на кожата и/или очите, гадене, повръщане, виене на свят или диария.
Хепатит е неспецифичен термин, използван, за да се обозначи възпаление на черния дроб. Той се диагностицира чрез кръвна проба, която показва покачване на чернодробните ензими. Нормалните стойности за чернодробния ензим варират при различните лаборатории. Пациентите, чиито лабораторни изследвания са под наблюдение, показват увеличаване на чернодробните ензими. Този материал предоставя информация за патофизиологията, специфични причини и лечения, налични както с търговски цели, така и от съвременни клинични опити за вирусен хепатит А, хепатит В и хепатит С, както и хепатит причинен от алкохол или наркотици.

## Видове
- Хепатит A – по-рано наричан инфекциозен хепатит или жълтеница; предава се чрез заразена храна, вода или къпане в басейни.
- Хепатит B – серумен хепатит; предава се по кръвен и по полов път.
- Хепатит C – по-рано наричан нито-А, нито-В хепатит; предава се по кръвен път.
- Хепатит D – делта хепатит; предава се по кръвен път. Коинфекция с хепатит В.
- Хепатит E – предава се чрез изпражненията на заразените лица.
- Хепатит F –
- Хепатит G – предава се по кръвен път.

Хепатит А и В са най-добре познати. При това срещу тях има разработена и ваксина. Хепатит С обаче все още създава проблеми. Идентифициран е в края на 80-те години на 20 век. През 1990 г. е разработен лабораторен тест за откриване на специфични антитела в кръвта на заразените. Оттогава се провежда задължително изследване на всички кръвни продукти за сифилис, СПИН, хепатит В и за хепатит С.
Понастоящем се откриват все нови хепатитни вируси. Други вируси като на жълтата треска, вирус на Епщайн – Бар и цитомегаловирусът също могат да причинят възпаление на черния дроб (жълтеница) като вторичен ефект.

## Инкубационен период
Зависи от типа на вируса. Заразяване с хепатит А и Е (които се предават по хранително-контактен път) може да се установи в кръвта по лабораторен път средно 4 седмици след инфектирането. За хепатит В, С и D (кръвен и полов път) – инкубационният период е около 6 месеца.

## Хепатит A
Хепатит А се предава по чревен път. Острата фаза обикновено продължава от 4 до 6 седмици със или без жълтеница, умора и увеличен черен дроб. През тази фаза лицата със СПИН обикновено се наблюдава значително спадане на броя на Т-клетките, които се възстановяват до 6 – 12 седмици. След инфекцията се изчиства от тялото обикновено след 6 седмици. Обикновено са необходими месеци за възстановяване от остър хепатит.
Лечението за болния обикновено съчетава грижа с почивка, като прекратяването на лекарствата може да стане само след като острата фаза е приключила и тогава може да се възстанови лечебната терапия. Пиенето на големи количества вода, почивка на легло и добро и здравословно хранене са все компоненти, необходими за пълното възстановяване.
През последните години е създадена ваксина, която може да се смята за превантивна терапия за пациенти с хронични терминални инфекции. Ваксината може да спре евентуална инфекция и на лица с отслабнала имунна система. Някои застрахователни компании и медицински заведения предлагат безплатна ваксинация на пациентите.

## Хепатит В
Хепатит B е заболяване на черния дроб, причинено от хепатит B вирус (HBV). Преди е наричан „серумен хепатит“. Нарича се още „тихият убиец“ (на англ:silent killer). Протича остро и хронично. За хроничен хепатит В се говори, когато вирусът остане в кръвта след шестия месец от заразяването, а при острото протичане периодът е до 6 месеца. Веднъж станал хроничен, хепатит В е нелечим до края на живота. При около 10% от инфектираните възрастни болестта преминава в хронична. При новородените този процент е 90. При малки деца заболяването хронифицира в 30 – 59% от случаите. Разпространява се предимно по кръвен път – кръвни манипулации, споделени игли при наркозависими, кръвопреливане; по полов път; при раждане от заразена майка на новородено.
Болестта убива над 1 милион души годишно, което прави средно по 2 жертви на минута. По света има над 350 милиона хронично болни, а около 2 милиарда са го преболедували. В България има над 450 000 болни от хроничен хепатит В, което прави над 5% и страната е сред рисковите зони на болестта. Голяма част от болните не знаят, че са болни поради безсимптомното протичане и разбират съвсем случайно. Има ваксина против хепатит В.

## Хепатит C
Допреди известен като „не А не В хепатит“. Причинява се от вируса на хепатит С (HCV). Приблизително 85% от инфектираните възрастни развиват хроничен хепатит C. Разпространява се чрез инфектирана кръв, кръвни манипулации, кръвопреливане, споделяне на игли при наркозависими, стоматологични интервенции, татуиране, акупунктура, хемодиализа, в редки случаи и при полов контакт (около 1%). По света има над 170 милиона, а в България над 100 000 хронично болни от хепатит С. Няма ваксина срещу хепатит С, но има лечение.

## Хепатит D
Хепатит D още известен като „делта хепатит“ се причинява от вируса на хепатит D (HDV). Този вирус може да коинфектира само пациенти инфектирани с вируса на хепатит В (HBV). Появява се при чести кръвни манипулации, като хемодиализа и хора споделящи игли – наркозависимите. Няма ваксина срещу хепатит D.

## Хепатит Е
Хепатит Е се причинява от вируса на хепатит B (HBV). Разпространява се чрез фекално замърсяване на водата. Разпространен е предимно в слабо развитите страни. Хепатит Е протича само остро като хепатит А – тоест не хронифицира. Няма ваксина против хепатит Е.

## Хепатит F
Има само няколко случая, докладвани от Франция в резултат от експериментално предаване на примати. Вирусологията, епидемиологията и клиничното значение на хепатит F са неясни. Няма тест и ваксина против него.

## Хепатит G
Вирусът на хепатит G (също наричан хепатит GB вирус или HGBV-C) е далечен сродник на вируса на хепатит С. Оказва се, че се предава чрез кръвопреливане (1 или 2 % от донорите в САЩ имат HGV RNA в серума си). Ролята му при остър и хроничен хепатит остава неясна. Последни изследвания предполагат, че може би дори не се реплицира в черния дроб. За момента HGV не представлява важна причина за клинични чернодробни заболявания. Няма обществено достъпен тест и ваксина.